# جوناثان أغوديلو
جوناثان أغوديلو (بالإسبانية: Jonathan Agudelo)‏ هو لاعب كرة قدم كولومبي في مركز الهجوم، ولد في 17 ديسمبر 1992 في ميديلين في كولومبيا. لعب مع إنديبنديينتي سانتا في.

## وصلات خارجية
- جوناثان أغوديلو على موقع قاعدة بيانات كرة القدم.إي يو (الإنجليزية)
- جوناثان أغوديلو على موقع Soccerway.com (الإنجليزية)
- جوناثان أغوديلو على موقع عالم كرة القدم.نت (الإنجليزية)
- جوناثان أغوديلو على موقع AS.com (الإسبانية)